# Севдана
 Тази статия е за композицията на Георги Златев-Черкин.  За албума на Лили Иванова, вижте Севдана (албум).  
 За името вижте Севда.  
„Севдана“ е музикална пиеса за цигулка и пиано, създадена през 1944 г. от композитора Георги Златев-Черкин. Още през същата година е изпълнена за първи път от цигуларката Недялка Симеонова и пианистката Лиляна Байнова.
Изпълнената с трепетен копнеж и музикална лиричност нотирана поема се дължи на въздействието на пиесата на Цанко Церковски „Под старото небе“, оказано върху композитора.
Севдана е името на момиче, в което внукът на Георги Златев смята, че дядо му е бил влюбен някога. Неосъществените мечти и страсти въплъщава в нежна и леко меланхолична музика.
В местността „Пашови скали“ край Юндола с изглед към селата Света Петка и Аврамово, върховете Баташки снежник, Велийца и Острец има легенда за козарката Севдана, нейния юнак Гюрю и пашата от Татар Пазарджик, който дошъл да похити момата. Гюргю дочул врявата, дотърчал на местото, хванал пашата и го хвърлил долу в пропастта. След това двамата със Севдана забегнали надалече. По време на посещението си на местността Черкин останал толкова впечатлен и омаян от легендата, че я претворил в музика.

## Съвременен аранжимент
По идея на Лили Иванова през 2019 г. е издаден двоен диск с текст на песента „Севдана“ от Стефан Вълдобрев, адаптация и аранжимент на Живко Петров с изпълнение на цигулка от Васко Василев.